# Karl-Günther Bechem
Karl-Günther Bechem, alias Bernd Nacke född 21 december 1921 i Hagen, död 3 maj 2011 i samma stad, var en tysk racerförare.

## Racingkarriär
Bechem deltog i två Tysklands Grand Prix, första gången 1952 under pseudonymen Bernd Nacke.
Senare körde han sportvagnsracing med Borgward.

## F1-karriär
| Säsong | Stall/Tillverkare             | Poäng | Placering |
| ------ | ----------------------------- | ----- | --------- |
| 1952   | Bernd Nacke (Nacke-BMW)       | 0     | -         |
| 1953   | Karl-Günther Bechem (AFM-BMW) | 0     | -         |